# Листопад 2013
Листопад 2013 — одинадцятий місяць 2013 року, що розпочався у п'ятницю 1 листопада та закінчиться в суботу 30 листопада.

## Події
- 5 листопада

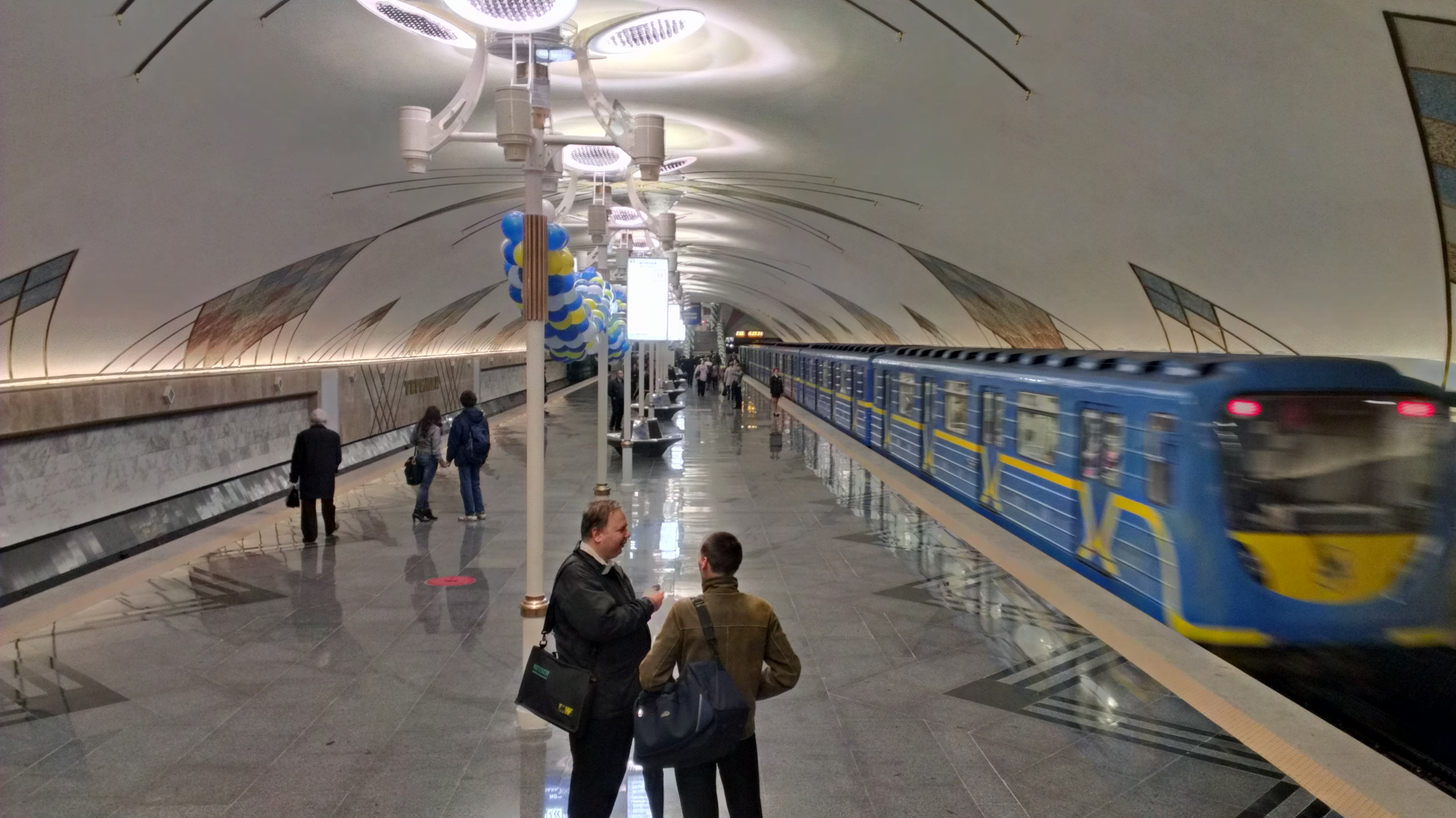
Станція «Теремки»

  - Україна і Chevron підписали угоду про видобуток газу на Олеській ділянці.
  - Індія запустила космічний зонд «Мангальян» для дослідження Марса.
- 6 листопада
  - У Києві відкрилася нова станція метрополітену «Теремки».
  - У Таджикистані переобрали президентом Емомалі Рахмона.
- 7 листопада
  - Ракета-носій «Союз» вперше в історії доставила на МКС олімпійський факел.
- 8 листопада
  - Тайфун Хайянь на Філіппінах за урядовими оцінками забрав 10 тисяч життів.
- 9 листопада
  - На верфі Ньюпорт-Ньюс у Вірджинії спущений на воду американський атомний авіаносець «Джеральд Форд» новітнього класу.
- 11 листопада
  - Європейський супутник GOCE увійшов в атмосферу Землі і згорів при наближенні до поверхні планети.
- 12 листопада
  - У Варшаві поліція застосувала сльозогінний газ і гумові кулі для розгону націоналістів і ультраправих, під час проведення маршу на честь Дня незалежності Польщі.
- 13 листопада
  - Електронна біржа ICE за $11 млрд поглинула NYSE Euronext, і в тому числі отримала контроль над Нью-Йоркською фондовою біржею.
- 17 листопада
  - У Казані при посадці розбився літак Боїнг 737, загинуло 50 осіб.
  - На 95-му році життя померла англійська письменниця Доріс Лессінг, лауреат Нобелівської премії з літератури.
- 18 листопада
  - Сенат США ухвалив резолюцію, яка закликає звільнити Ю. Тимошенко і пов'язати це питання з умовами підписання Угоди про асоціацію з Євросоюзом.
- 19 листопада
  - Помер британський біохімік, двічі лауреат Нобелівської премії з хімії Фредерік Сенгер.
- 21 листопада
  - Український уряд вирішив призупинити процес підготовки до угоди про асоціацію з Європейським Союзом. Через це в Україні розпочалися масові мітинги, демонстрації, страйки та інші акції протесту — Євромайдани.

- 22 листопада

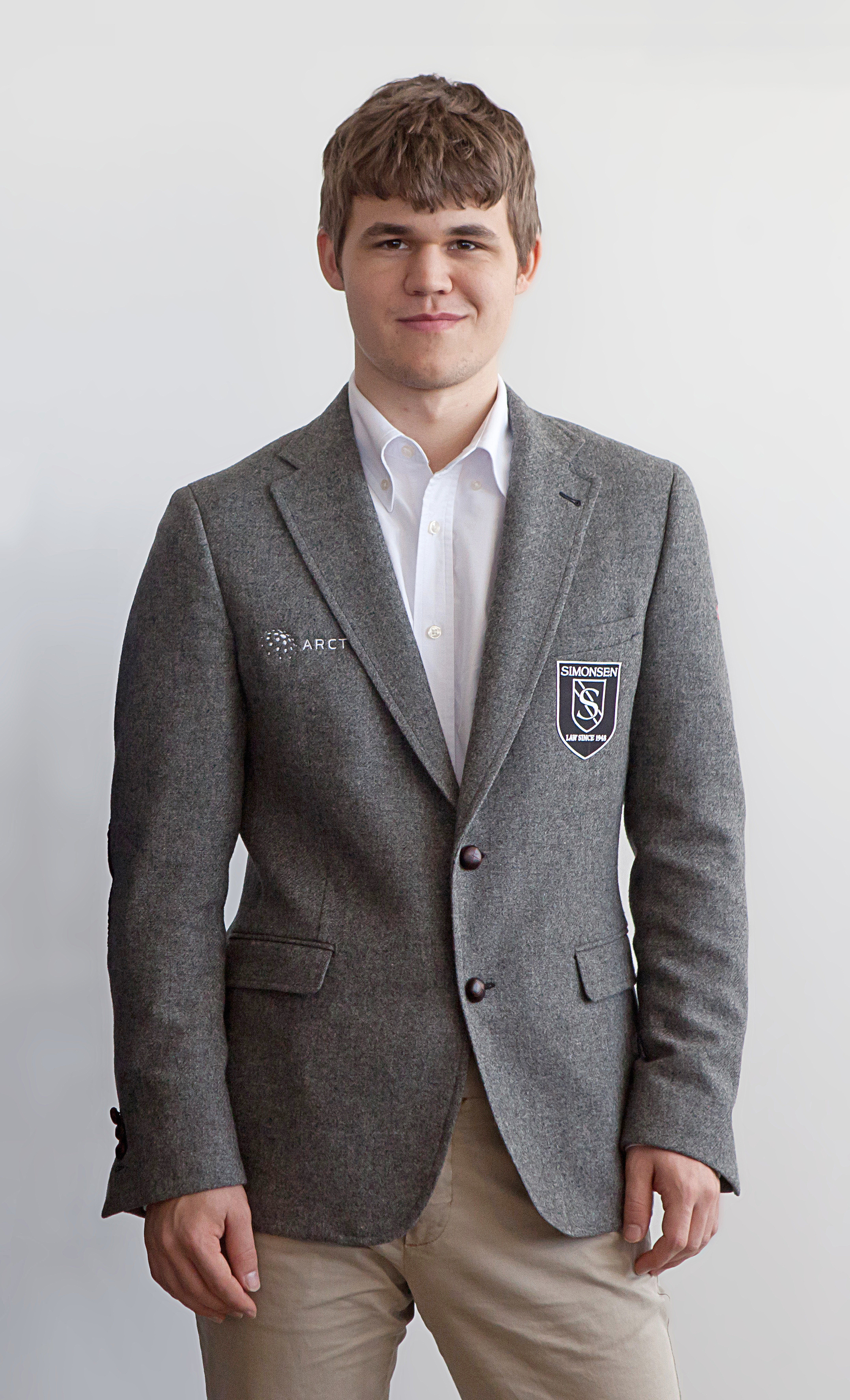
Магнус Карлсен

  - Магнус Карлсен став новим чемпіоном світу з шахів, достроково здобувши перемогу над Вішванатаном Анандом у матчі за це звання.
- 24 листопада
  - Іран, США, Китай, Велика Британія, Росія, Франція і Німеччина досягли угоди про ядерну програму Тегерана на переговорах у Женеві.
- 26 листопада
  - Генасамблея ООН оголосила 2014 рік Міжнародним роком солідарності з палестинським народом.
- 27 листопада

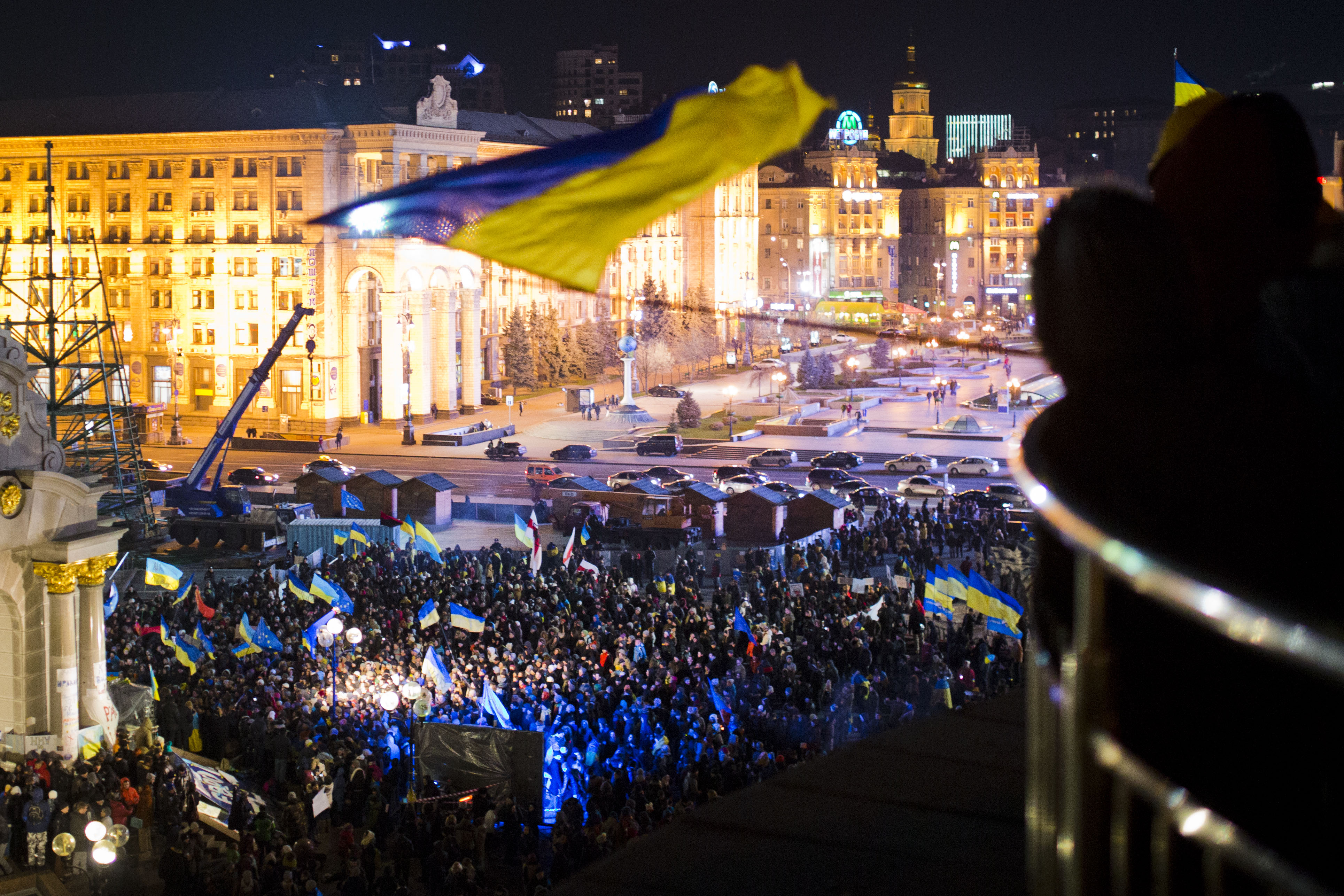
Євромайдан 27 листопада

- - Україна підписала угоду про розділ продукції з італійською Eni і французькою EdF з видобутку вуглеводнів на шельфі Чорного моря.
- 29 листопада
  - Угода про асоціацію між Україною та ЄС не була підписана на саміті «Східного партнерства» у Вільнюсі.
- 30 листопада
  - Українська влада влаштувала силовий розгін Євромайдану на Майдані Незалежності в Києві, десятки демонстрантів були поранені.